# Franz Darpe

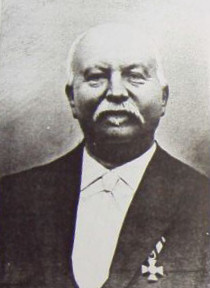
Franz Darpe

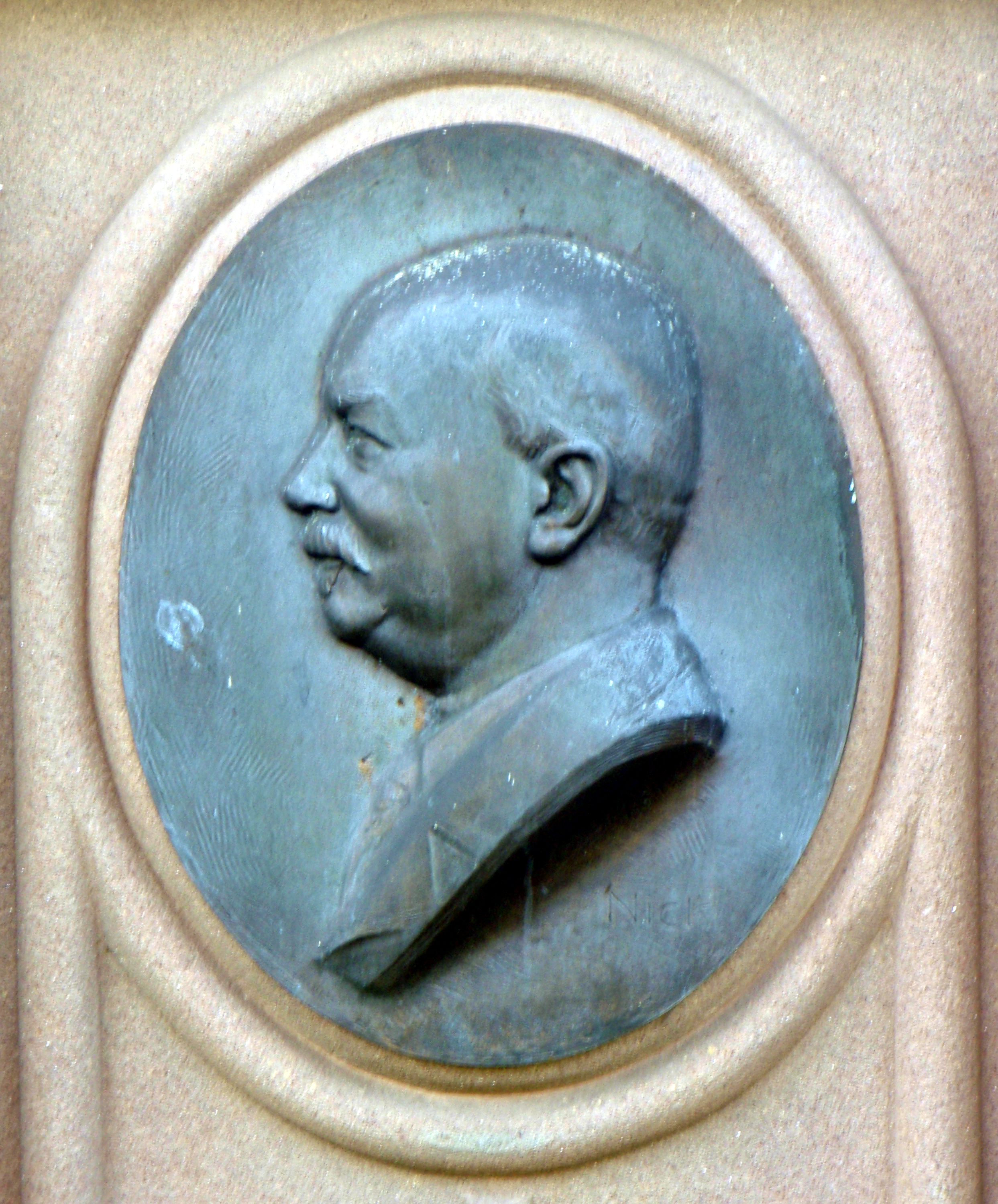
Grabstätte Darpe, Coesfeld

Franz Darpe (* 25. September 1842 in Warendorf; † 24. April 1911 in Coesfeld) war ein deutscher Gymnasialprofessor, Philologe und Historiker. Von Darpe sind viele Schriften zur westfälischen Heimatgeschichte erhalten.

## Leben
Franz Darpe war das erste von zehn Kindern. Er besuchte das Gymnasium Laurentianum in Warendorf, bestand am 27. August 1860 dort das Abitur und studierte danach an der damaligen Königlichen Akademie zu Münster (vormalig und später Universität Münster) Theologie, Geschichte und Philologie. Er wurde am 8. August 1865 mit der Note „summa cum laude“ zum Dr. phil. promoviert. Am 1. Februar 1866 bestand er das philologische Staatsexamen (Lehramtsprüfung).
Nachdem er 1866/67 als Probekandidat und Hilfslehrer am Königlichen Gymnasium, dem heutigen Gymnasium Paulinum, in Münster tätig gewesen war und 1867/68 als Erzieher der beiden Söhne des preußischen Gesandten, Wirklichen und Geheimen Rathes Karl Friedrich von Savigny in Berlin gearbeitet hatte, wurde er im Herbst 1868 am Gymnasium Dionysianum zu Rheine angestellt. Hier heiratete er Fanny (Franziska) Elperting (* 15. Januar 1849; † 5. Oktober 1919). Aus der Ehe gingen vier Töchter und ein Sohn hervor.
Im Herbst 1883 wurde Franz Darpe als erster Oberlehrer an das Gymnasium Bochum berufen, wo er im Schuljahr 1895/96 auch die Direktionsgeschäfte führte. Er verfasste 1888 bis 1894 die Geschichte der Stadt Bochum nebst Urkundenbuch in sechs Bände. Diese dritte Stadtchronik, nach der von Carl Arnold Kortum (1790) und der des Pfarrers Friedrich August Volkhart (1842), ist bisher immer noch das umfangreichste Werk und Quellenbuch zur Stadtgeschichte Bochum. Das über 550 Seiten starke Werk wurde allerdings erst 1979 von Wolfgang Werbeck um ein bis dato nicht vorhandenes Register ergänzt.
Am 14. März 1885 wurde ihm der Professorentitel verliehen.
Darpe war 1884 Mitbegründer des Westfälischen Philologenvereins. Als langjähriger Vorsitzender bis zu seinem Tod hat Darpe für die Interessen des akademisch gebildeten Lehrerstandes erfolgreich gewirkt. Zum Dank ließen seine Berufsgenossen über seinem Grab auf dem Coesfelder Jakobifriedhof ein Denkmal mit seinem Bild errichten.
Daneben setzte sich Darpe für den Altertumsverein ein und war seit dem 19. März 1896 ordentliches Mitglied der im selben Jahr gegründeten Historischen Kommission für Westfalen. Wesentlichen Anteil hatte Darpe auch an den Vorbereitungen zum 700-jährigen Stadtjubiläum der Stadt Coesfeld 1897, darunter die Festschrift sowie ein Coesfelder Urkundenbuch, dessen zum Schluss 500 Nummern umfassende Vervollständigung Darpe bis zu seinem Tod beschäftigte.
Im Jahre 1891 erhielt Darpe den Roten Adlerorden vierter Klasse mit der Bestallung zum Ritter des Königlichen Hausordens von Hohenzollern. 1893 erfolgte die Verleihung eines Rangs der Räte 4. Klasse durch Kaiser Wilhelm II. Zum 80. Geburtstag des 1890 entlassenen ehemaligen Reichskanzlers Otto von Bismarck nahm 1895 Darpe an dessen Geburtstagsfeier teil.
Durch Ministerialerlass vom 16. Juni 1896 wurde ihm als Gymnasialdirektor die Leitung des Gymnasium Nepomucenum in Coesfeld übertragen, die er am 1. Oktober desselben Jahres übernahm und bis 1909 ausübte.
Auf dem 25. westfälischen Philologenkongress in Dortmund wurde 1909 die Franz-Darpe-Stiftung für in Not geratene Lehrer und deren Hinterbliebene eingerichtet.
Darpe starb nach kurzem Leiden am 24. April 1911 in Coesfeld.

## Miscellaneen
Über den Privatmann Darpe berichtet Walter Weskamp:
„Gerne ging er zur Jagd. Oft habe ich ihn von Lette aus heimkehrend gesehen, wenn er im grünen Jagddreß vom Bahnhof kam, ein kleines Jagdkäppi auf dem Haupt und eine breite Jagdtasche für die Beute auf dem Rücken, an der oft Feldhühner baumelten. Man munktelte, wenn er kein Jagdglück gehabt habe, habe er bei Laukamps in der Hinterstraße schon mal einen Hasen käuflich erworben, um den sonntäglichen Brattopf doch noch zu füllen.“
In der Bierzeitung der Abiturientia 1910 ist er in Jagdmontur abgebildet mit der Inschrift:
„Zieht ab hier eure Mütze;
Ein Satiriker, ein Schütze
Liegt hier im feuchten Loch.
Die Hasen, die er jagte,
Die Witze, die er sagte,
Sie alle leben noch.“

## Ehrungen
- An den Hauptwirkungsstätten Darpes – Rheine, Bochum und Coesfeld – sowie in seiner Heimatstadt Warendorf sind Straßen nach ihm benannt.
- Wissenschaftlicher Festakt mit Vorträgen in Coesfeld im Oktober 2011.

In Bochum wurde anlässlich des 150. Geburtstages am 25. September 1992 eine Gedenktafel an der Außenwand des Gymnasiums am Ostring angebracht. Sie wurde vom Bildhauer Heinrich Schroeteler gestaltet. Die Inschrift lautet:
„Professor Dr. Phil. Franz Darpe
geb. 1842 in Warendorf gest. 1911 in Coesfeld
Lehrer am Gymnasium zu Bochum von 1883–1896
Verfasser der Geschichte dieser Stadt“

## Veröffentlichungen
Von seinen zahlreichen Abhandlungen und Urkundenbüchern, die er über die Geschichte Westfalens und insbesondere über die Geschichte der Stadt Coesfeld herausgegeben hat, sind besonders zu erwähnen:
- De verborum apud Thucydidem collocatione, 8. August 1865, Inaugural-Dissertation zum Doktor der Philosophie an der philosophischen Fakultät der Königlichen Akademie in Münster, der heutigen Westfälischen Wilhelms-Universität (Online-Ressource, abgerufen am 11. Oktober 2011)
- Urkunden der Johanniter-Kommende in Steinfurt. Progr. Rheine, 1882.
- Geschichte der Stadt Bochum (6 Bände). Wilhelm Stumpf, Bochum 1888–1894 (Digitalisat), (Digitalisat)
- Coesfelder Urkundenbuch. 3 Teile, Progr. Coesfeld, 1897/1911 (Digitalisat)
- Geschichte der Stadt Gelsenkirchen. Gelsenkirchen 1908
- Geschichte der Stadt Hagen. Hagen 1910
- Geschichte des Landkreises Bochum. Bochum 1905
- Geschichte des Kreises Hattingen. Hattingen 1910

In der Zeitschrift für Geschichte und Altertumskunde Westfalens erschienen:
- Geschichte des Fürstentums Rheina-Wolbeck. In: Zeitschrift für Geschichte und Altertumskunde Westfalens, 1875
- Zur Geschichte der Stadt Rheine mit Plan der Festung Rheine. 1880
- Geschichte Horstmars, seiner Edelherren und Burgmannen. 1882/84
- Die älteren Pröbste von St. Mauritz. 1885
- Das Gildewesen der Stadt Rheine. 1886
- Ein westfälischer Klosterhaushalt gegen Ausgang des Mittelalters. Ebenda, 1887
- Humanismus und die kirchlichen Neuerungen des 16. Jahrhunderts sowie deren Bekämpfung in Rheine. 1888
- Herford und Rheine; Politik der Bischöffe von Münster zur Begründung und Befestigung ihrer Herrschaft über Rheine. 1890
- Die Anfänge der Reformation in den Gemeinden der Grafschaft Mark, amtliche Berichte des 17. Jahrhunderts. 1892/93
- Der Nienberger Kaland. 1891
- Aus dem leben des nordwestlichen Westfalen, insbesondere dem wirtschaftlichen Leben der Abtei Vreden unter der Aebtissin Anna Gräfin von Manderscheid 1580. 1892
- Alte Wallburgen und Urnenfriedhöfe in Westfalen. 1895

In der Reihe Codex Traditionum Westfalicarum (ctw), eine mit 7 Bänden und insgesamt 2280 Druckseiten für die westfälischen Geschichte des Mittelalters und der Frühen Neuzeit wichtige Quellenpublikation aus Münster, veröffentlichte er die Bände:
- Die ältesten Verzeichnisse der Einkünfte des Münsterischen Domkapitels, Bd. 2, Münster 1886 (Digitalisat)
- Die Heberegister des Klosters Ueberwasser und des Stiftes St. Mauritz, Bd. 3, Münster 1888 (Digitalisat)
- Einkünfte und Lehnsregister der Fürstabtei Herford, Bd. 4, Münster 1892 (Digitalisat)
- Verzeichnisse der Güter, Einkünfte und Einnahmen des Ägidii-Klosters, der Kapitel an St. Ludgeri und Martini sowie der St. Georgs-Kommende in Münster, ferner der Klöster Vinnenberg, Marienfeld und Liesborn, Bd. 5, Münster 1900 (Digitalisat)
- Güter- und Einkünfte-Verzeichnisse der Kloester Marienborn und Marienbrink in Coesfeld, des Klosters Varlar sowie der Stifter Asbeck und Nottuln, Bd. 6, Münster 1907 (Digitalisat)
- Güter- u(nd) Einkünfte-Verzeichnisse der Stifter Langenhorst, Metelen, Borghorst, sowie der Klöster Gross- und Klein-Burlo, Bd. 7, Münster 1914 (Digitalisat)

Für Die Bau- und Kunstdenkmäler von Westfalen verfasste er eine Reihe von Vorworten (Bochum Stadt und Land, Gelsenkirchen Stadt und Land, Hattingen und Witten).